# Кихоку (Миэ)
Кихоку (яп. 紀北町 Кихоку-тё:) — посёлок в Японии, находящийся в уезде Китамуро префектуры Миэ. Площадь посёлка составляет 257,01 км², население — 17 093 человека (1 июня 2014), плотность населения — 66,51 чел./км².

## Географическое положение
Посёлок расположен на острове Хонсю в префектуре Миэ региона Кинки. С ним граничат город Овасе, посёлки Одай, Тайки и село Камикитаяма.

## Население
Население посёлка составляет 17 093 человека (1 июня 2014), а плотность — 66,51 чел./км². Изменение численности населения с 1980 по 2005 годы:
| 1980 | 26 268 чел. |  |
| 1985 | 25 151 чел. |  |
| 1990 | 23 663 чел. |  |
| 1995 | 22 478 чел. |  |
| 2000 | 21 362 чел. |  |
| 2005 | 19 963 чел. |  |

## Символика
Деревом посёлка считается Chamaecyparis obtusa, цветком — Lilium japonicum.